# Бар (община, Черногория)
Община Бар (черног. Општина Бар) — община в Черногории. Административный центр — город Бар.

## География
Община Бар — одно из самых солнечных мест в Южной Европе, среднее годовое количество солнечных дней составляет 270. Для Бара характерно долгое, тёплое лето, средняя температура в июле 23 °С. Средняя годовая температура составляет 15,5 °C, в январе - 10 °C.

## История

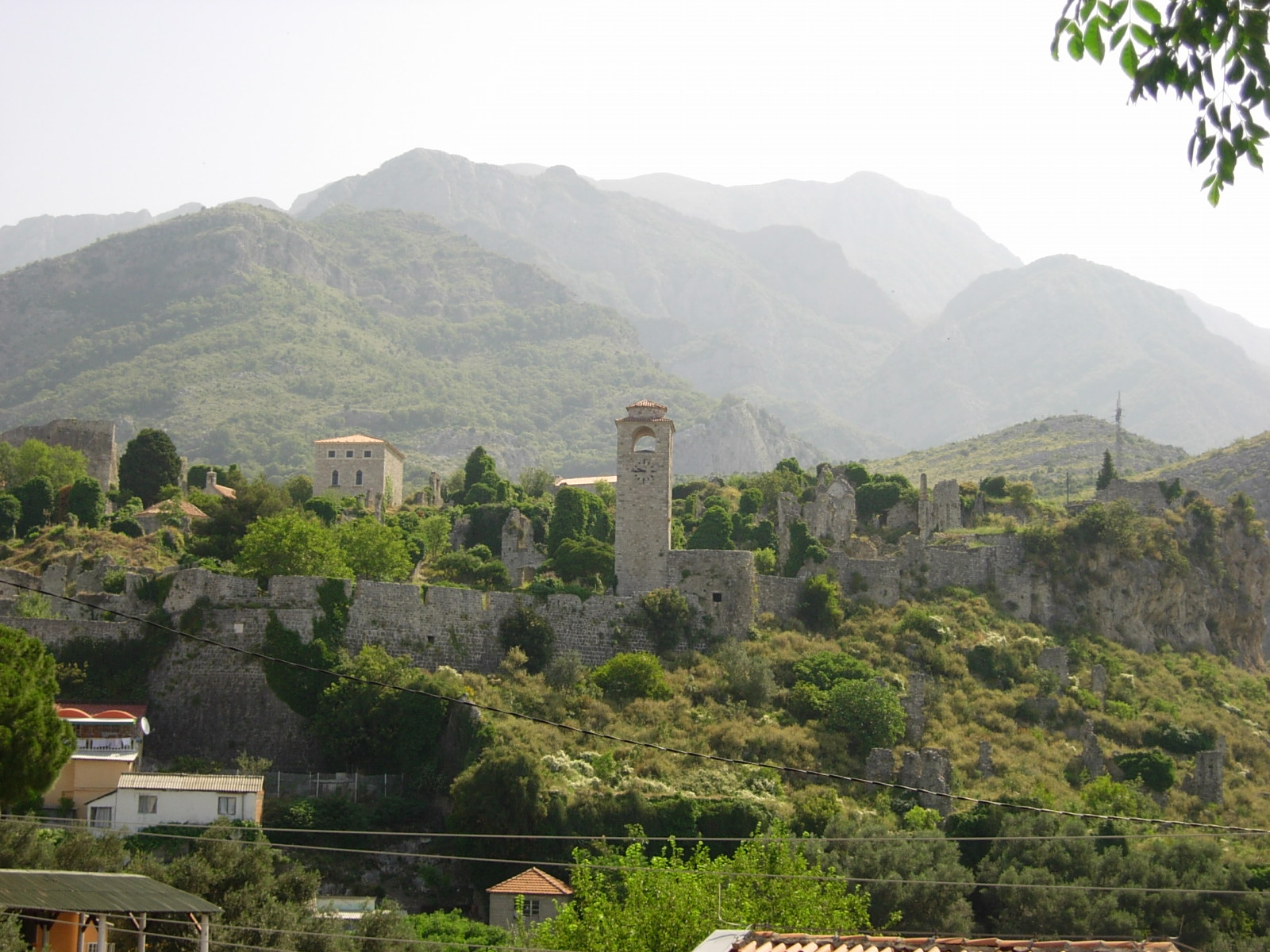
Старый Бар

Город Бар впервые упоминается в 10 веке. Несмотря на землетрясения и войны, в городе до сих пор сохранились древние стены и крепость. У входа в старый город растут оливковые деревья возрастом от 2000 до 2500 лет.

## Численность населения
Согласно переписи населения 2003 года население города Бар (без пригородов) составляло 13 719 жителей. Общая численность населения общины Бар на 2011 год составляла 42 048 человек. Население многонационально и состоит из 25 этнических групп:

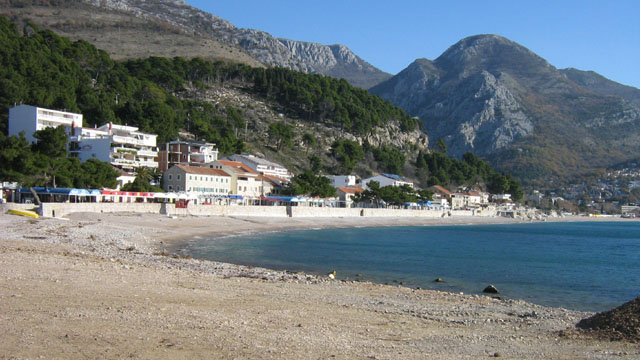
Бухта в Сутоморе зимой

| Этнические группы                                       | Население, чел. (2011) | Процент  |
| ------------------------------------------------------- | ---------------------- | -------- |
| черногорцы                                              | 19 553                 | 46,50 %  |
| сербы                                                   | 10 656                 | 25,34 %  |
| албанцы                                                 | 2515                   | 5,98 %   |
| Славяне-мусульмане                                      | 3236                   | 7,70 %   |
| боснийцы                                                | 2153                   | 5,12 %   |
| хорваты                                                 | 254                    | 0,60 %   |
| других национальностей или не определили национальность | 3681                   | 8,76 %   |
| Все                                                     | 42 048                 | 100,00 % |

## Вероисповедание
| Религия        | Население, чел. (2011) | Процент  |
| -------------- | ---------------------- | -------- |
| православие    | 24 452                 | 58,15 %  |
| мусульманство  | 12 671                 | 30,13 %  |
| католицизм     | 3043                   | 7,24 %   |
| другие религии | 338                    | 0,80 %   |
| атеисты        | 415                    | 0,99 %   |
| не указали     | 1129                   | 2,69 %   |
| Все            | 42 048                 | 100,00 % |

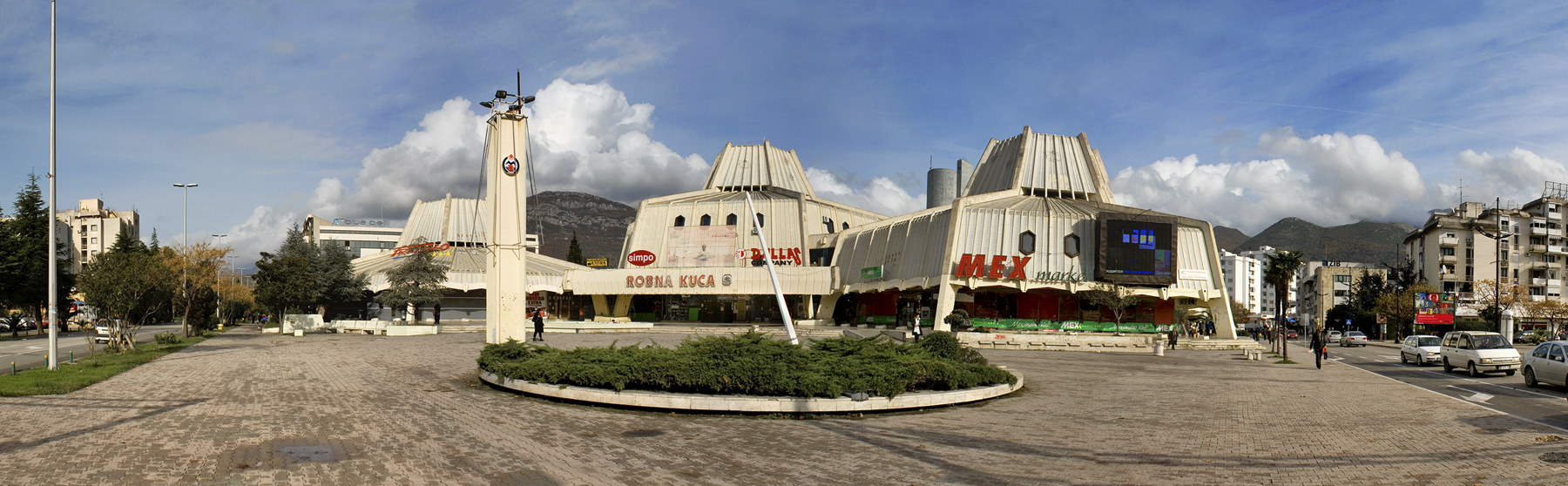
Универмаг в населённом пункте общины

В общине Бар есть также туристический посёлок Сутоморе, известный своими песчаными пляжами. Община также известна тем, что 7 октября 1042 года здесь произошла битва между сербским войском, во главе со Стефаном Воиславом и Византией, в которой сербы одержали значительную победу.